# Filozofia genezyjska
Filozofia genezyjska (z gr. γένεσις 'pochodzenie, źródło, początek, tworzenie') – koncepcja filozoficzna stworzona przez Juliusza Słowackiego (widoczna zwłaszcza w poematach Król-Duch i Genezis z Ducha), rozważająca zarówno rolę narodu jak i jednostki w historii.

## Opis
Zdaniem Słowackiego każdy byt ziemski podzielony jest na dwie warstwy: warstwę materialną (cielesną) i duchową, przy czym materia pełni funkcję służebną - jest instrumentem, z którego byt musi się uwolnić, by zyskać nową jakość egzystencji i świadomości. Potrzebne jest do tego jednak złożenie bolesnej ofiary z własnego życia; stąd odwieczny konflikt człowieka między światem duszy a cielesnością. Śmierć jest zmianą formy, wyzwoleniem ducha, podobnie jak rewolucja jest przejawem działalności Ducha Dziejów dążącej do wyzwolenia w bólu. Historia jest z kolei areną, gdzie Duch ten zmienia formę i zyskuje wyższą świadomość; tak interpretował Słowacki rewolucję francuską, dzieje narodu polskiego i świata.
Duch (pisany wielką literą) jest również u Słowackiego określeniem pierwotnej, bliżej nieokreślonej siły wyzwolonej ze Słowa. Duch był niejako początkiem, rodzicielem ogółu duchów ziemskich, ale również ich sumą i wspólnym pierwiastkiem. Najprościej rzecz biorąc: wszelki byt sprowadza się do Ducha i z Ducha pochodzi.
Słowacki rozważał również możliwość, iż niektóre byty mogą być bardzo przywiązane emocjonalnie do swojej cielesnej formy, co wpływa hamująco na rozwój tych bytów. W tym przypadku interweniuje Bóg, dając takim jednostkom okazję do oczyszczenia się duchowego. Po śmierci natomiast każdy byt przeistacza się w formę, która odpowiada jego duchowemu kształtowi. Słowacki zbliżał się w tym punkcie swojej filozofii do teorii metempsychozy, niekończących się przeobrażeń. Wbrew temu, co twierdził Andrzej Towiański, Słowacki nie dopuszczał jednak możliwości rozwoju wstecz, w niższe formy duchowe, nawet wśród ludzi zniszczonych moralnie.
Filozofię genezyjską rozważali w późniejszym czasie: Tadeusz Miciński i Antoni Lange. Zdaniem Micińskiego dzieje ludzkości posiadają swój początek (genezę) w nicości, punkcie ahistorycznym. Antoni Lange natomiast łączył filozofię genezyjską z buddyzmem, rozważając ją pod kątem reinkarnacji, wyłapując analogie między postulatami filozofii genezyjskiej a egzotycznymi mitologiami. Dość luźno nawiązywał do filozofii genezyjskiej także poeta młodopolski Bogusław Adamowicz.

## Dzieła, w których występują wątki genezyjskie
- Genezis z Ducha, Juliusz Słowacki
- Uspokojenie, Juliusz Słowacki
- Król-Duch, Juliusz Słowacki
- Samuel Zborowski, Juliusz Słowacki
- Nietota. Księga tajemna Tatr, Tadeusz Miciński
- Exotica, Antoni Lange
- Logos, Antoni Lange
- Miranda, Antoni Lange
- Palingeneza, Antoni Lange